# Tauriac-de-Naucelle
Tauriac-de-Naucelle è un comune francese di 392 abitanti situato nel dipartimento dell'Aveyron nella regione dell'Occitania.

## Società

### Evoluzione demografica
Abitanti censiti